# Andrej Karau
Andrej Hermanowitsch Karau (belarussisch Андрэй Германовіч Караў, russisch Андрей Германович Карев/Andrei Germanowitsch Karew; * 12. Februar 1985 in Elektrostal, Russische SFSR) ist ein belarussischer Eishockeyspieler, der seit 2003 beim HK Junost Minsk in der belarussischen Extraliga unter Vertrag steht.

## Karriere
Andrej Karau spielte bis 2003 in seiner Geburtsstadt bei Elemasch Elektrostal, ehe er zum HK Junost Minsk wechselte, für den er seither fast ausschließlich spielt. Einzig in der Saison 2009/10 bestritt er parallel sechs Spiele für den HK Dinamo Minsk in der Kontinentalen Hockey-Liga. Mit Junost Minsk gewann der Verteidiger auf nationaler Ebene in den Jahren 2004, 2005, 2006, 2009, 2010 und 2011 den belarussischen Meistertitel sowie 2004 den belarussischen Pokalwettbewerb. Auf europäischer Ebene war er mit Junost 2007 und 2011 im IIHF Continental Cup erfolgreich.

### International
Für Belarus spielte er bei der U20-Junioren-Weltmeisterschaft 2005 und den Olympischen Winterspielen 2010 in Vancouver.

## Erfolge und Auszeichnungen
| - 2004 Belarussischer Meister mit dem HK Junost Minsk - 2004 Belarussischer Pokalsieger mit dem HK Junost Minsk - 2005 Belarussischer Meister mit dem HK Junost Minsk - 2006 Belarussischer Meister mit dem HK Junost Minsk - 2007 IIHF-Continental-Cup-Gewinn mit dem HK Junost Minsk | - 2008 Belarussischer Vizemeister mit dem HK Junost Minsk - 2009 Belarussischer Meister mit dem HK Junost Minsk - 2010 Belarussischer Meister mit dem HK Junost Minsk - 2011 IIHF-Continental-Cup-Gewinn mit dem HK Junost Minsk - 2011 Belarussischer Meister mit dem HK Junost Minsk |